# Jan Oldenmark
Jan Oldenmark (4 marzo 1935) è un ex cestista svedese.

## Carriera
Con la Svezia ha disputato i Campionati europei del 1955.